# Alén (Beariz)
Alén es un pueblo de la parroquia de Girazga, en el ayuntamiento de Beariz, en la Provincia de Orense. En el año 2008 tenía 27 habitantes, 8 hombres y 19 mujeres; lo que supone una disminución en el número de efectivos.

## Lugares de Girazga
- A Abeleira
- Alén
- Correa
- Doade
- Framia
- Ricovanca

## Parroquias de Beariz
- Santa María de Beariz
- Santa Cruz de Lebozán
- San Salvador de Girazga

- Datos: Q12382868